# مجلس الجمهورية (كتالونيا)
مجلس الجمهورية يُعرف أيضًا باسم مجلس الجمهورية الكاتالونية هو منظمة خاصة يرأسها رئيس حكومة كاتالونيا المخلوع كارلس بوتشدمون، والتي تسعى إلى تنظيم وتعزيز حركة الاستقلال الكاتالونية بعد فشل إعلان الاستقلال الكتالوني لعام 2017. كما أنه يعزز الدفاع عن الحقوق المدنية والسياسية. يتألف المجلس من الرئيس وسبعة أعضاء.
تم تقديم المجلس في 30 أكتوبر 2018 في قصر الحكومة الكاتالونية في برشلونة، من قبل كارليس بويجديمونت وتوني كومين وكيم تورا وبير أراغون. حضر الحدث ممثلون ونواب، بالإضافة إلى وزراء إقليميين وكبار المسؤولين الحكوميين ورؤساء البلديات وممثلي المنظمات المدنية.
تم تقديم مجلس الجمهورية في 8 ديسمبر 2018 في مسرح كي في إس فليمش في بروكسل. حضر الحفل كيم تورا وكارليس بويجديمونت وتوني كومين وكلارا بونساتي ولويز بويغ ومريتشيل سيريت.